# 莱安德罗·法金
莱安德罗·法金（義大利語：Leandro Faggin，1933年7月18日—1970年12月6日），意大利前男子自行车运动员。他曾代表意大利参加1956年夏季奥林匹克运动会自行车比赛，获得二枚金牌。